# Kelebia

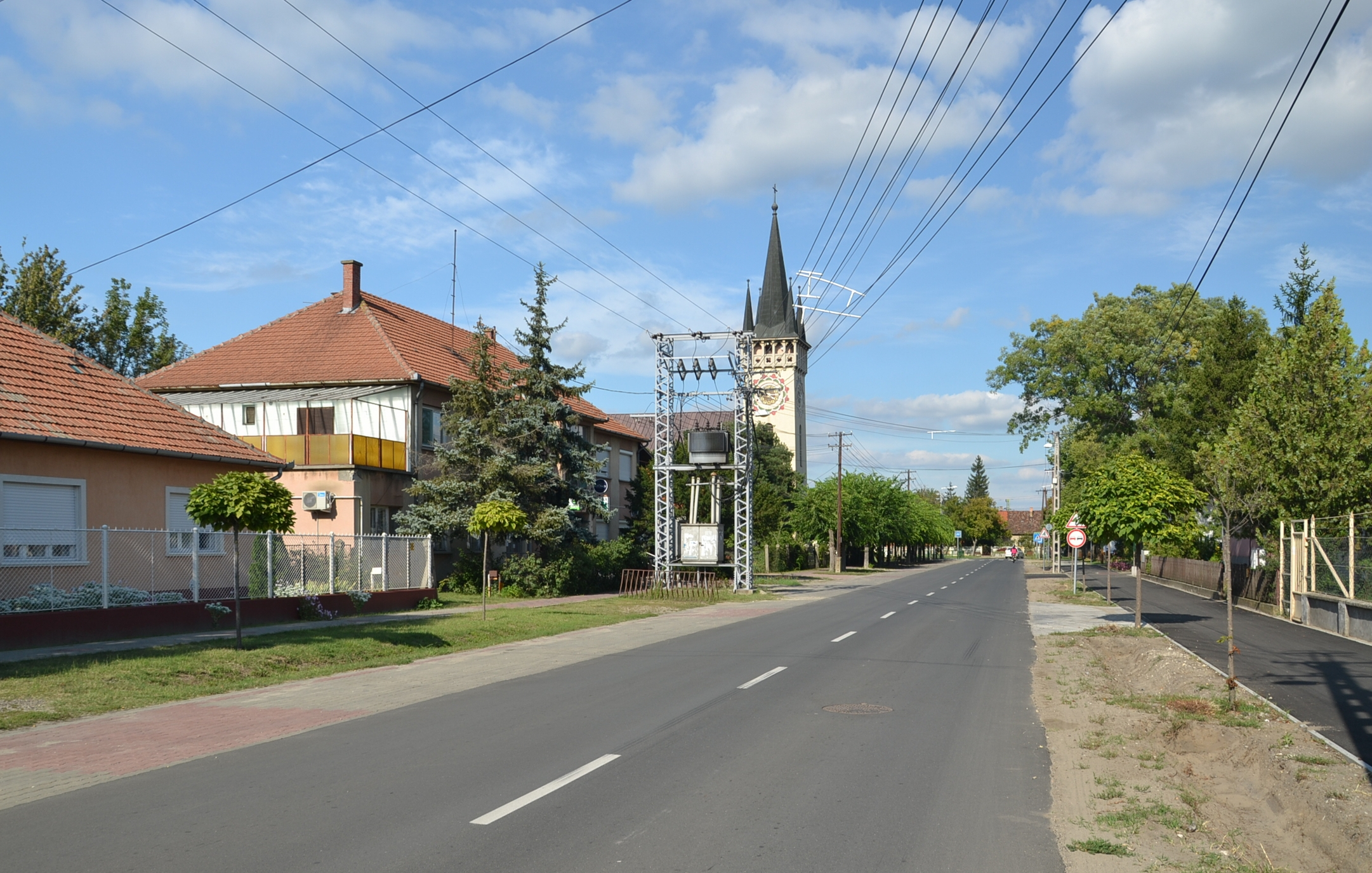

Kelebia är en ort i provinsen Bács-Kiskun i södra Ungern på gränsen mellan Ungern och Serbien.Den del av orten som ligger på den serbiska sidan gränsen kallas Kelebija.
Det finns 2 415 invånare i Kelebia (2019).